# Sérgio Landulfo Furtado
Sérgio Landulfo Furtado (Serrinha, BA - 24 de maio de 1951 - desaparecido no Rio de Janeiro em 11 de julho de 1972) foi um estudante, militante do Movimento Revolucionário 8 de Outubro (MR-8), fundado em 1964 por universitários da cidade de Niterói, no estado do Rio de Janeiro. Sérgio desapareceu após ser preso durante prisões em massa de militantes do MR-8, porém, até hoje não se sabe exatamente em quais circunstâncias foi preso. Em 2019 a Comissão de Mortos e Desaparecidos Políticos do governo entregou à família de Sérgio sua certidão com a causa real de sua morte.

## Biografia
Sérgio Landulfo Furtado nasceu em 24 de maio de 1951 em Serrinha, Bahia. Era filho de Diva Landulfo Furtado e George de Souza Furtado.
Há poucas informações disponíveis da família de Sérgio e sua trajetória. Sabe-se que cursou na Universidade Federal da Bahia (UFBA), mas não se sabe qual foi o curso.
Foi detido no Rio de Janeiro em julho de 1971 e levado para o Destacamento de Operações de Informações - Centro de Operações de Defesa Interna (DOI-CODI) do estado. Sua prisão nunca foi explicada e não se sabe ao certo quando morreu.

## Prisão e desaparecimento
No dia 11 de julho de 1971, em meio à um contexto de prisões de militantes do MR-8, Sérgio foi preso junto com Paulo Costa Ribeiro Bastos na Urca, na zona sul do Rio de Janeiro. Até hoje as circunstâncias da prisão de Sérgio são desconhecidas, porém, existem duas hipóteses: uma que diz que Sérgio e Paulo foram presos no apartamento em que moravam, e outra que, antes de serem presos no apartamento conseguiram escapar, porém, mais tarde, tiveram seu veículo interceptado.
Ambos foram levados para a Rua Barão de Mesquita, na Tijuca, sede do Destacamento de Operações de Informações - Centro de Operações de Defesa Interna (DOI-CODI) do Rio de Janeiro.
A família de Sérgio teve conhecimento da prisão dos dois no dia 24 de julho de 1972 após receber uma ligação dizendo que Sérgio "havia caído" e começou a procurá-los. Pediram informações para diversas autoridades e contrataram o advogado Augusto Sussekind, responsável pelo requerimento do habeas corpus no Superior Tribunal Militar (STM).
Diversas denúncias foram feitas sobre a prisão dos dois militantes. Nelson Rodrigues Filho, Manoel Henrique Ferreira e Paulo Roberto Jabour foram alguns dos denunciantes nas auditorias. Em 20 de fevereiro de 1979, Paulo Roberto Jabour relatou, durante o seu depoimento, que esteve no Departamento de Ordem Política e Social (DOPS) no segundo semestre de 1972. Ali ele percebeu que muito se comentava da morte de Sérgio. Além disso durante seu depoimento prestado em um inquérito para apuração das atividades do MR-8, o interrogador Major Oscar da Silva, perguntou se Paulo não gostaria de incluir o nome de Sérgio na lista de nomes de companheiros já conhecidos como mortos ou desaparecidos. Ainda, um escrivão do DOPS confirmou à Nelson Rodrigues Filho a morte de Sérgio.
Em 7 de setembro de 1971, a Justiça Militar expediu mandados de prisão para Sérgio e Paulo que configuravam em um processo.
Investigação
Em 1978, o ministro do STM, General de Exército Rodrigo Octávio Jordão Ramos, requereu que o desaparecimento de Sérgio e Paulo fosse investigado porém, ao final, nada foi apurado.
No período da Ditadura Militar, foi sustentado pelos órgãos de repressão que Sérgio estava foragido ou, até mesmo, exilado no Chile. Há ainda informações do Serviço Nacional de Informações (SNI) de 1975 que vão contra o paradeiro do mesmo, alegando que Landulfo foi condenado a 12-13 anos de reclusão pelas auditorias da Aeronáutica e Marinha, respectivamente, no ano de 1972.

## Conclusão da Comissão Nacional da Verdade (CNV)
Após investigações, a CNV concluiu que Sérgio Landulfo Furtado estava desaparecido enquanto detido sob a custódia de agentes do Estado.
No dia 30 de maio de 2019, a Comissão Especial de Mortos e Desaparecidos Políticos (CEMDP) oficializou o reconhecimento da morte de Sérgio, Divino Ferreira de Souza, João Massena Melo e Elson Costa como "não natural, violenta, perpetrada pelo Estado brasileiro no âmbito de perseguição sistemática a opositores políticos”.
Tal reconhecimento foi feito durante uma cerimônia em Brasília realizada pela Comissão que entregou as certidões de óbito retificadas às famílias, que também receberam um pedido de desculpas das autoridades presentes no evento. A iniciativa contou com o apoio da Escola Superior do Ministério Público da União, da Coordenadoria-Geral de Memória e Verdade (SNPG/MMFDH) e da Procuradoria Federal dos Direitos do Cidadão. As informações foram divulgadas pela Assessoria de Imprensa da PFDC.
Eugênia Augusta Gonzaga, procuradora regional da República e presidente da Comissão Especial de Mortos e Desaparecidos Políticos, disse que tal medida não substitui o reconhecimento por outros órgãos, como a Comissão Nacional da Verdade aos órgãos de governo e a Corte Interamericana de Direitos Humanos.
Diva Soares Santana, conselheira, declarou que a medida é uma “importante ação de reparação imaterial”. Ela é a representante de familiares na CEMDP e disse que os parentes passaram a ter direito a certidões de óbito retificadas desde dezembro de 1995, com a promulgação da Lei 9.140.
Essa mesma lei previu ainda a criação de uma comissão que pudesse reconhecer desaparecidos e localizar os corpos de pessoas acusadas de participação em atividades políticas, falecidas por causas não naturais em dependências policiais ou semelhante. Foi após dias da criação dessa lei que a CEMDP foi criada e, desde 2004, a Comissão tem vínculo com o Ministério de Direitos Humanos, hoje o Ministério da Mulher, da Família e dos Direitos Humanos.

Durante o evento em Brasília, Alexandre Magno, secretário da pasta chefiada por Damares Alves, disse: 
Todos aqueles que perderam um parente próximo, especialmente nessas condições, sabem que essa é uma dor que se leva para a vida toda. O que o Estado pode fazer neste momento talvez seja muito pouco, mas é o reconhecimento de que esses fatos ocorreram. De que foi errado e de que não queremos que volte a se repetir, nunca mais. 